# Premio Arcoíris
El Premio Arcoíris (en portugués arco-íris) es atribuido anualmente por la Asociación ILGA Portugal como forma de reconocimiento e incentivo a personalidades e instituciones que, con su trabajo y esfuerzo, destacan en la lucha contra la homofobia.

## Galardonados
| Año  | Personalidades | Premio Arcoíris Institución             |
| ---- | --- | --------------------------------------- |
| 2003 | - Ana Marques - Gabriela Moita |                                         |
| 2004 | - Ana Sá Lopes - Augusto Seabra - Eduardo Prado Coelho | Asamblea de la República                |
| 2005 | - Fernanda Cancio - Julio Machado Vaz - Rui Vilhena (por la telenovela: Nadie como tú) - The Gift | W/Portugal.                             |
| 2006 | - Aquí no hay quien viva - Teresa Guilherme Producciones - Laramie - Teatro Municipal Maria Matos (Diogo Infante, Dirección artística) - Luís Grave Rodrigues, Helena Paixao y Teresa Pires (por el primer intento de matrimonio entre dos personas del mismo sexo en Portugal) - Sao José Almeida | Unidad de misión para la Reforma Penal. |
| 2007 | - A Outra Margém (Luís Filipe Rocha, Realizador) - Las tardes de Julia - Elza Pais - Francisco Pinto Balsemão - Pedro Abrunhosa |                                         |
| 2008 | - Revista Com'out - Fernanda Cancio - Radio Club Portugués - Solange F |                                         |
| 2009 | - San José Almeida - Ricardo Araújo Pereira |                                         |
| 2010 | - Bruno Nogueira - Cristiano Ronaldo - Filipe La Feria - Filipa Goncalves - "Obviamente Mujer" |                                         |
| 2011 | - Ana Zanatti - GRAL (Gabinete de Resolución Alternativa de Litigios del Ministerio da Justicia) - Luís Borges - Nuno Miguel Ropio |                                         |